# جایزه بزرگ فرانسه ۱۹۷۱
جایزه بزرگ فرانسه ۱۹۷۱ (انگلیسی: ‎1971 French Grand Prix‎) یک مسابقهٔ موتوری در رشتهٔ اتومبیل‌رانی فرمول یک بود که در تاریخ ۴ ژوئیهٔ ۱۹۷۱ در پیست پل ریکارد واقع در لا کاستلت، ور، فرانسه برگزار شد. این گراند پری در میان ۱۱ گراند پری در فصل ۱۹۷۱، مسابقهٔ شمارهٔ ۵ بود.
در این مسابقه که در ۵۵ دور و به مسافت ۳۱۹٫۴۹۵ کیلومتر (۱۹۸٫۵۲۵ مایل) برگزار شد، پول پوزیشن توسط جکی استوارت کسب شد و سریع‌ترین زمان برای طی یک دور پیست که برابر با ۱:۵۴٫۰۹ بود نیز توسط جکی استوارت به ثبت رسید.
جکی استوارت از تیم تایرل-فورد، فرانسوا سورت از تیم تایرل-فورد و امرسون فیتیپالدی از تیم لوتوس-فورد به‌ترتیب مقام‌های اول تا سوم مسابقه را کسب کردند.

## رده‌بندی قهرمانی پس از مسابقه
|       | جایگاه | راننده       | امتیاز |
| ----- | ------ | ------------ | ------ |
|       | ۱      | جکی استوارت  | ۳۳     |
|       | ۲      | ژاکی ایکس    | ۱۹     |
|       | ۳      | ماریو اندرتی | ۹      |
|       | ۴      | پدرو رودریگز | ۹      |
|       | ۵      | رونی پیترسن  | ۹      |
| منبع: |        |              |        |

|       | جایگاه | سازنده     | امتیاز |
| ----- | ------ | ---------- | ------ |
| ۱     | ۱      | تایرل-فورد | ۳۳     |
| ۱     | ۲      | فراری      | ۲۸     |
|       | ۳      | بی‌آرام     | ۱۲     |
|       | ۴      | مارچ-فورد  | ۹      |
| ۲     | ۵      | لوتوس-فورد | ۹      |
| منبع: |        |            |        |

یادداشت
- تنها پنج جایگاه نخست از هر رده‌بندی نمایش داده شده‌است.